# (7021) 1992 JN1
(7021) 1992 JN1 là một tiểu hành tinh vành đai chính. Nó được phát hiện bởi Atsushi Sugie ở Dynic Astronomical Observatory ngày 6 tháng 5 năm 1992.